# Enicospilus pallidistigma
Enicospilus pallidistigma är en stekelart som beskrevs av Joseph Augustine Cushman 1937. Enicospilus pallidistigma ingår i släktet Enicospilus och familjen brokparasitsteklar. Inga underarter finns listade i Catalogue of Life.